# Swisttal
Swisttal är en kommun i Rhein-Sieg-Kreis i Regierungsbezirk Köln i förbundslandet Nordrhein-Westfalen i Tyskland. Kommunen bildades 1 augusti 1969 genom en sammanslagning av de tidigare kommunerna Buschhoven, Essig, Heimerzheim, Ludendorf, Miel, Morenhoven, Odendorf and Ollheim.